# The Glory of Clementina (film 1922)
The Glory of Clementina è un film muto del 1922 diretto da Émile Chautard.
La sceneggiatura di Winifred Dunn e Richard Schayer si basa sull'omonimo romanzo di William John Locke, pubblicato a New York nel 1911. Il soggetto era già stato portato sullo schermo con un cortometraggio della Edison del 1915, sempre con il titolo The Glory of Clementina.

## Trama
Clementina Wing è una pittrice di successo che ha sacrificato la vita privata per la sua arte. Conosce Quixtus, un ricco misantropo, al quale fa il ritratto. L'uomo sfugge per un soffio alle grinfie di Lena Fontaine, un'avventuriera che cerca di mettere le mani sui suoi soldi. Clementina, invitata a una cena, si rivela brillante e piena di charme, affascinando il suo committente.
Hammersley, un vecchio amico di Quixtus, di cui lui aveva sospettato una relazione con la sua ex moglie, muore affidando la figlia a Quixtus e a Clementina. Quixtus vorrebbe sottrarsi a quell'incarico ma Clementina sente nascere in sé un forte senso materno che la induce a convincere anche l'uomo ad accettare e condividere quella responsabilità. I due si sposano, adottando la piccola.

## Produzione
Il film fu prodotto dalla Robertson-Cole Pictures Corporation.

## Distribuzione
Il copyright del film, richiesto dalla R-C Pictures, fu registrato il 28 maggio 1922 con il numero LP17965.
Uscì nelle sale cinematografiche statunitensi il 28 maggio 1922.
Non si conoscono copie ancora esistenti della pellicola che viene considerata presumibilmente perduta.